# Bermuda Dunes
Bermuda Dunes es un lugar designado por el censo ubicado en el condado de Riverside en el estado estadounidense de California. En el año 2000 tenía una población de 6.229 habitantes y una densidad poblacional de 759.6 personas por km². 

## Geografía
Bermuda Dunes se encuentra ubicado en las coordenadas 33°44′40″N 116°17′7″O / 33.74444, -116.28528. Según la Oficina del Censo, la ciudad tiene un área total de 8,2 km² (3,2 mi²), de la cual 8,2 km² (3,2 mi²) es tierra y 0 km² (0 mi²) 0.00% es agua.

## Demografía
Los ingresos medios por hogar en la localidad eran de $51,082, y los ingresos medios por familia eran $62,453. Los hombres tenían unos ingresos medios de $43,900 frente a los $31,654 para las mujeres. La renta per cápita para la localidad era de $29,343. Alrededor del 6.9% de la población estaban por debajo del umbral de pobreza.